# Волошин Сергій Григорович
Сергі́й Григо́рович Воло́шин — майор Збройних сил України, учасник російсько-української війни.
Станом на березень 2017-го — начальник відділення оцінки відповідності загону оцінки відповідності та сертифікації, 143-й Центр розмінування Збройних Сил України, Кам'янець-Подільський.

## Нагороди
За особисту мужність і героїзм, виявлені у захисті державного суверенітету та територіальної цілісності України, вірність військовій присязі під час російсько-української війни нагороджений
- орденом Богдана Хмельницького III ступеня (4.12.2014).